# Dmytraschkiwka
Dmytraschkiwka (ukrainisch Дмитрашківка; russisch Дмитрашковка Dmitraschkowka, polnisch Dymitraszkówka) ist ein Dorf im Süden der ukrainischen Oblast Winnyzja mit etwa 1400 Einwohnern (2020).

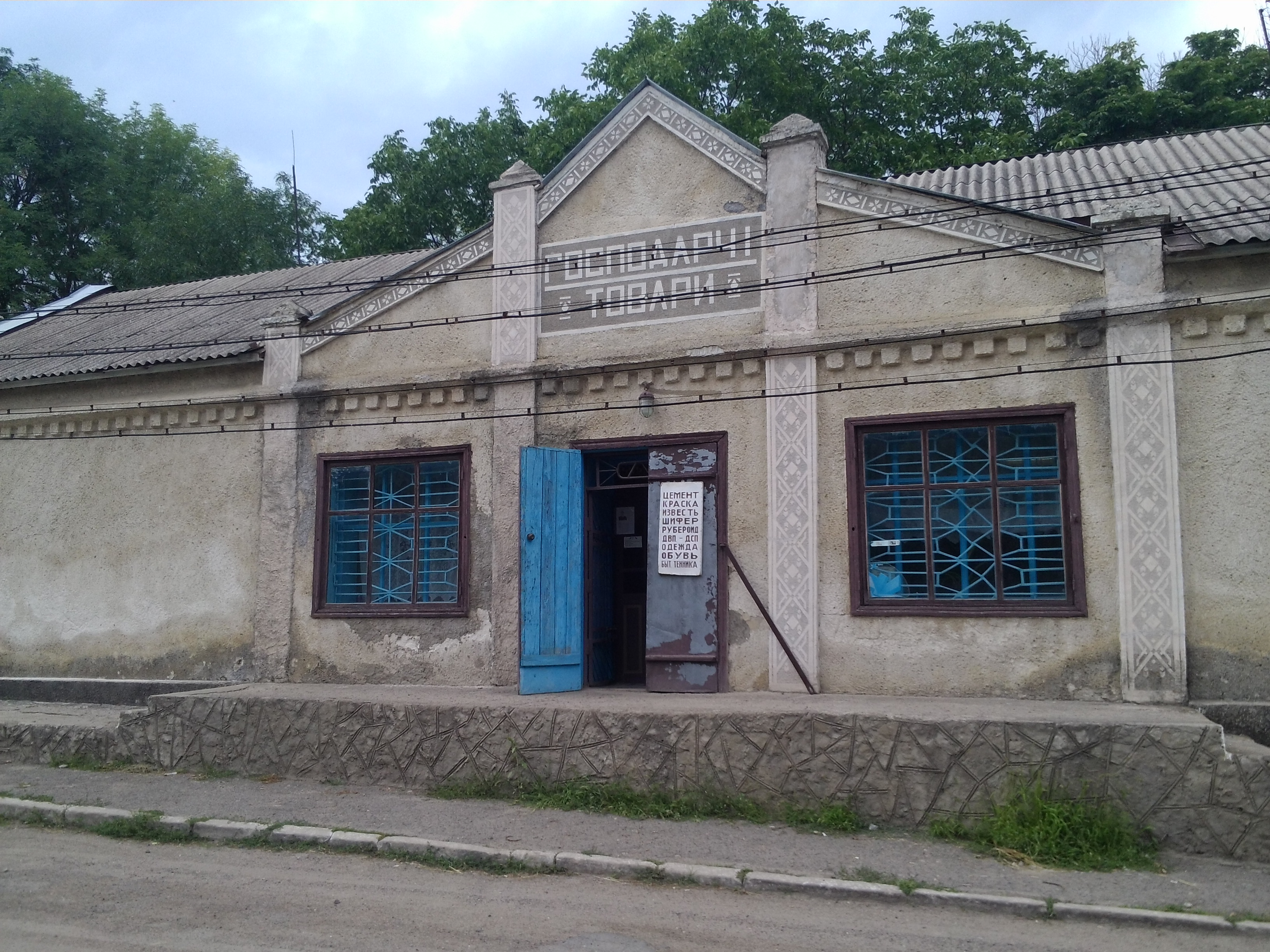
Alte Drogerie und Haushaltswarenladen in Dmytraschkiwka

## Geografische Lage
Das erstmals 1630 schriftlich erwähnte Dorf liegt nahe der Grenze zum Transnistrien-Gebiet der Republik Moldau auf einer Höhe von 176 m am Ufer der Kamjanka (Кам'янка), einem 50 km langen, linken Nebenfluss des Dnister, 10 km westlich vom ehemaligen Rajonzentrum Pischtschanka und etwa 140 km südlich vom Oblastzentrum Winnyzja.
Östlich vom Dorf verläuft die Territorialstraße T–02–25.
Am 12. Juni 2020 wurde das Dorf ein Teil der neugegründeten Siedlungsgemeinde Pischtschanka, bis dahin bildete es zusammen mit der Ansiedlung Mykolajiwka (Миколаївка) die gleichnamige Landratsgemeinde Dmytraschkiwka (Дмитрашківська сільська рада/Dmytraschkiwska silska rada) im Westen des Rajons Pischtschanka.
Am 17. Juli 2020 kam es im Zuge einer großen Rajonsreform zum Anschluss des Rajonsgebietes an den Rajon Tultschyn.

## Söhne und Töchter der Ortschaft
- Pawlo Murawskyj (Павло Іванович Муравський; 1914–2014); ukrainischer Chorleiter, Professor an der Nationalen Musikakademie der Ukraine Peter Tschaikowski, Held der Ukraine (2009), Träger des Taras-Schewtschenko-Preises (1979), Volkskünstler der Ukraine (1960).

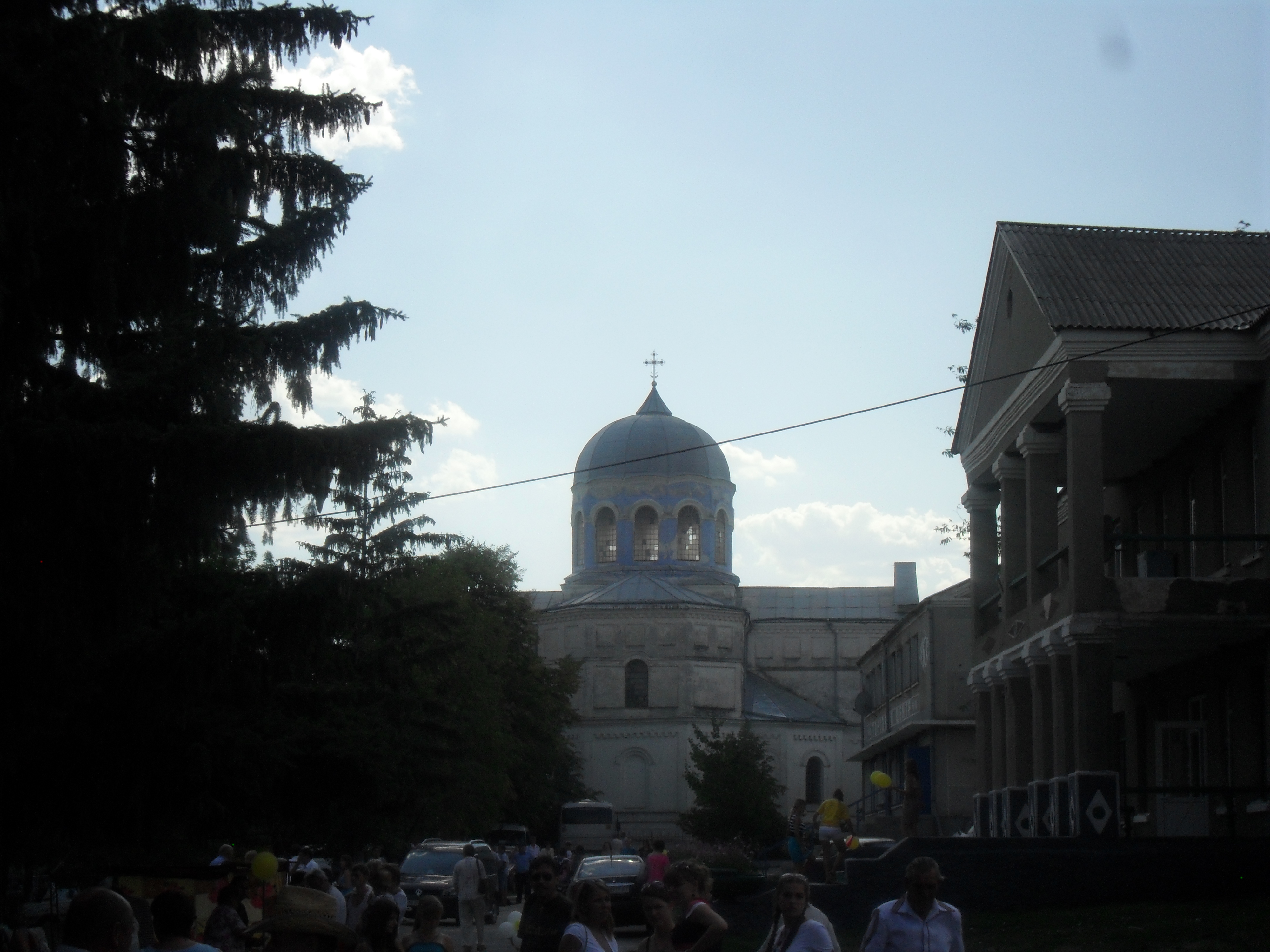
Dorfkirche
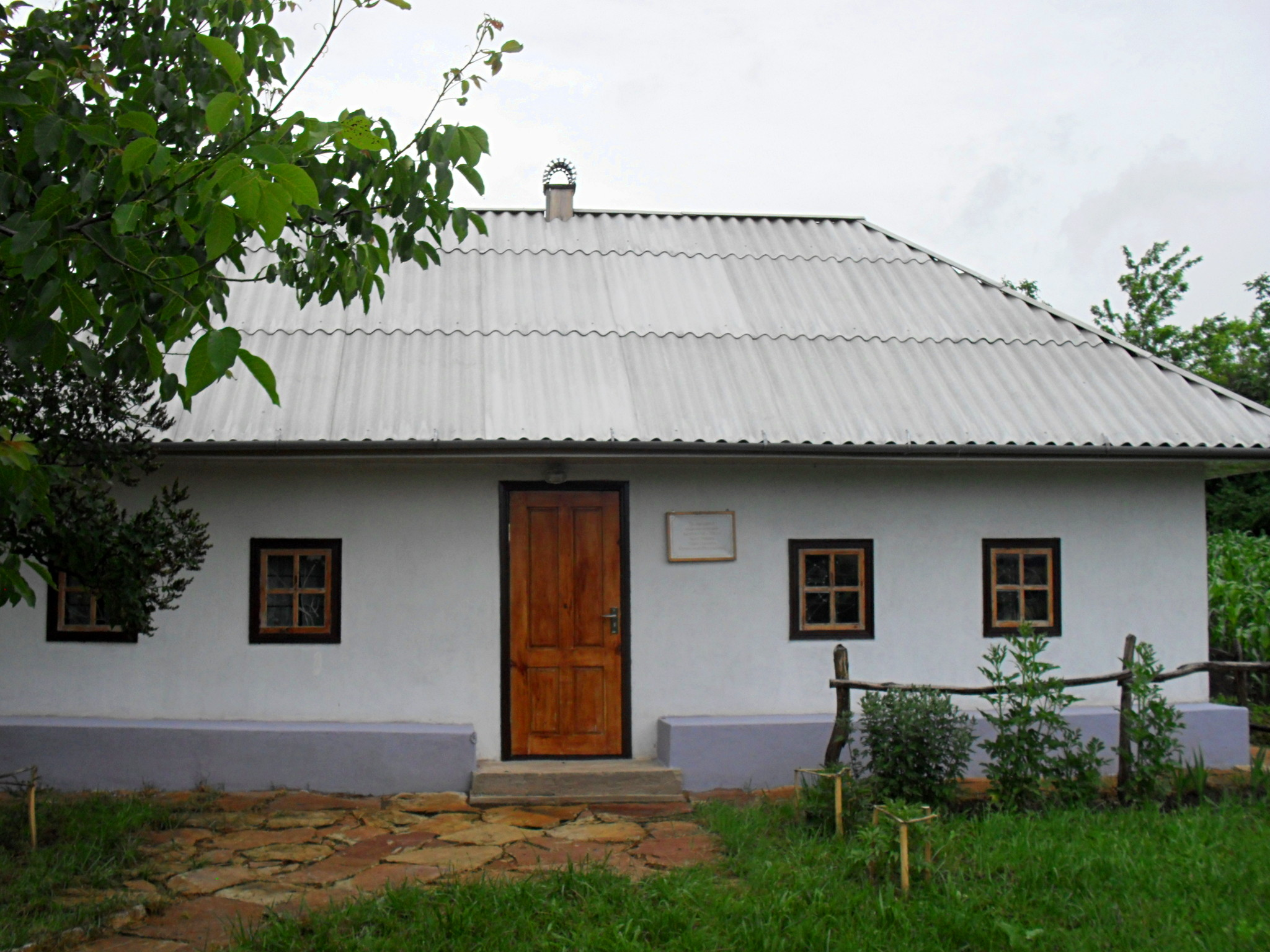
Pawlo-Murawskyj-Museum
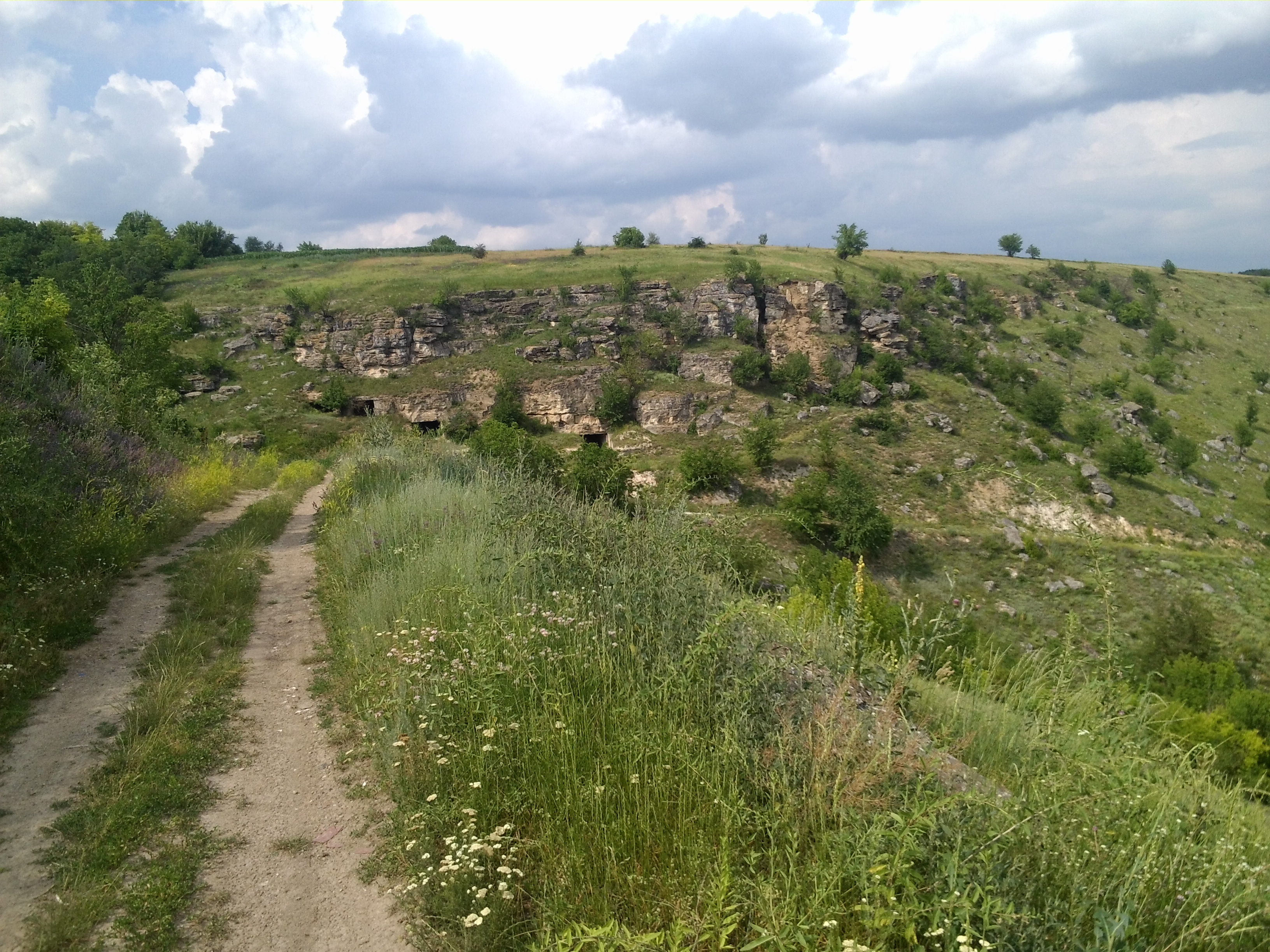
Naturerbestätte bei Dmytraschkiwka